# Chiara Zenati
Chiara Zenati, née le 13 mars 2003 à Drancy en France, est une cavalière française, concourant en dressage handisport. Elle est double vice-championne d'Europe en 2023.

## Biographie

### Jeunesse et formation
Chiara Zenati naît le 13 mars 2003 à Drancy dans le département de Seine-Saint-Denis en Île-de-France. Elle est hémiplégique de naissance. C'est à 6 ans qu'elle découvre l'équitation, au centre équestre de La Courneuve, en Seine-Saint-Denis.
Elle prépare un baccalauréat professionnel en internat pour des études agricoles en alternance de « conduite et gestion d'une entreprise agricole » (CGEA), option équin, dans l'optique d'être monitrice d'équitation.
Elle réussit en 2021 le diplôme d'animatrice d'équitation (AE). Elle obtient ensuite le brevet professionnel de la jeunesse, de l'éducation populaire et du sport (BPJEPS).

### Carrière sportive
Chiara Zenati commence à pratiquer la compétition à 14 ans en 2017. Elle est championne de France l'année suivante en para dressage Club 2 en 2018, et ensuite en Club 1 en 2019, sur Summerhill Boy. Elle participe aux Jeux paralympiques d'été de 2020 qui se déroulent en 2021 à Tokyo, et y est 5e  dans le Grand Prix individuel, 8e dans la finale en musique et 6e par équipe. Elle s'entraîne au Cadre noir de Saumur.
En 2022, avec Swing Royal, elle réalise de bonnes performances internationales, et participe aux championnats du monde à Herning où elle est classée 5e en individuel et 8e par équipe.
Toujours avec Swing Royal, Chiara Zenati remporte huit compétitions internationales en 2023. Elle remporte deux médailles d'argent aux championnats d'Europe de 2023 à Riesenbeck, en individuel Grade III,.
Elle est sélectionnée pour les Jeux paralympiques d'été de 2024 à Paris, sur le site de Versailles. Elle prépare les Jeux avec Swing Royal et avec Zeus de Malleret, c'est avec Swing Royal qu'elle se qualifie et qu'elle participe au stage de préparation. Elle termine 5e en para dressage, et 4e après une « belle performance » en reprise libre en musique (freestyle) le 7 septembre ; c'est la dernière prestation, jugée très réussie (un « moment de grâce »), du couple formé par Chiara Zenati sur Swing Royal qui prend sa retraite à 18 ans.